# WE 2
WE 2는 2003년 5월 발매되었으며, 투니버스가 발매한 두 번째 앨범이다. 총 두 장으로 구성되어 있으며, 첫 번째는 음악, 두 번째는 제작 과정을 담은 VCD이다. 2009년 4월 공식적으로 절판되었다.

## 수록곡

### CD 1
1. Dream ~ 내일로의 시작
  - 더 파이팅 여는 노래
  - 작곡, 편곡, 기타, 베이스, 프로그램 : 김정배
  - 작사 : 신동식, 김정배
  - 노래 : 이영준
  - 드럼 : 김민철
  - 엔지니어 : 최경섭, Kenzie
  - 녹음실 : Non Stop Media
2. 그게 바로 너란 걸
  - 더 파이팅 닫는 노래
  - 작곡, 편곡, 프로그래밍 : 이창희
  - 작사 : 신동식
  - 노래 : 안젤로
  - 베이스 : 윤종부
  - 피아노 : 신병준
  - 엔지니어 : 하정수
  - 녹음실 : Groove Studio
3. with you…
  - 신기동전기 건담 W 닫는 노래
  - 작곡, 편곡, 코러스, 프로그래밍 : 이창희
  - 작사 : 신동식
  - 노래 : 이혜주 (올드패션 크림파이 보컬)
  - 기타, 베이스 : 올드패션 크림파이
  - 드럼 : 강수호
  - 엔지니어 : 하정수
  - 녹음실 : 코아레코드
4. 출사표(出師表)
  - 행복한 세상의 족제비 닫는 노래
  - 작곡, 편곡, 프로그래밍 : 박정식
  - 작사 : 신동식
  - 노래 : 유정석
  - 기타 : 서민영
  - 베이스 : 박한진
  - 오르간 : 신현수
  - 코러스 : 김국찬
  - 녹음 엔지니어 : 임승엽
  - 믹싱 엔지니어 : 이필호
  - 녹음실 : B01 Studio, ARSNOVA Studio
5. Take My Hand
  - 꽃보다 남자 두 번째 닫는 노래
  - 작사, 작곡, 편곡, 프로그래밍, 피아노 : 조명민
  - 노래 : 정여진
  - 기타 : 노경환
  - 코러스 : 문신원, 조명민
  - 엔지니어 : 김세광
  - 녹음실 : 투니버스
6. 세월의 동화
  - 우당탕탕 닥터지 여는 노래
  - 작곡, 편곡, 노래, 프로그래밍 : 이창희
  - 작사 : 신동식
  - 기타 : 이종교
  - 베이스 : 윤종부
  - 피아노 : 신병준
  - 엔지니어 : 하정수
  - 녹음실 : Groove Studio
7. PATROL
  - 체포하겠어 2 여는 노래
  - 작곡, 편곡, 프로그래밍 : 박정식
  - 작사 : 장동준
  - 노래 : 박경희
  - 기타 : 서민영
  - 베이스 : 박한진
  - 키보드 : 신현수
  - 코러스 : 김국찬
  - 엔지니어 : 이필호
  - 녹음실 : ARSNOVA Studio
8. Memory
  - 신비한 바다의 나디아 닫는 노래 (Remake)
  - 작곡, 편곡, 프로그래밍 : 이창희
  - 작사 : 이창희, 우동훈
  - 노래 : 우동훈
  - 기타 : 이종교
  - 베이스 : 윤종부
  - 드럼 : 이정학
  - 소프라노 색소폰 : 이정식
  - 엔지니어 : 하정수
  - 녹음실 : KOCCA Studio, WSM Studio
9. 소녀의 로망
  - 아즈망가 대왕 닫는 노래
  - 작사, 작곡 : http 404 errors
  - 편곡 : 박상원, http 404 errors
  - 노래 : 김예니
  - 기타 : 김택훈
  - 베이스 : 김윤신
  - 드럼 : 송기정
  - 코러스 : 장숙희, http 404 errors
  - 녹음 엔지니어 : 최진기
  - 믹싱 엔지니어 : 하정수
  - 녹음실 : Alley Studio, 투니버스, WSM Studio
10. 나의 너를 위해
  - 작은 눈의 요정 슈가 여는 노래
  - 작곡, 편곡, 프로그래밍 : 이창희
  - 작사 : 신동식
  - 노래 : 방진의
  - 기타 : 함춘호
  - 베이스 : 윤종부
  - 드럼 : 강수호
  - 피아노 : 이주영
  - 코러스 : 강성호
  - 엔지니어 : 박찬민
  - 녹음실 : M&F Studio
11. 너에게만
  - 미소의 세상 여는 노래
  - 작곡, 편곡, 프로그래밍 : 이창희
  - 작사 : 신동식
  - 영어 코러스 작사 : 손유진
  - 노래 : 윤공주
  - 기타 : 이종교
  - 베이스 : 윤종부
  - 코러스 : 송봉조, 이창희
  - 엔지니어 : 하정수
  - 녹음실 : WSM Studio
12. 구원의 서(書)
  - 소년탐정 김전일 2 여는 노래
  - 작곡, 편곡, 기타, 프로그래밍 : 박정식
  - 작사 : 장동준
  - 노래 : 김상윤
  - 키보드, 코러스 : 이수현
  - 엔지니어 : 이필호
  - 녹음실 : Rush Studio
13. 내게 와 줘
  - 다! 다! 다! 2 여는 노래
  - 작사, 작곡, 편곡, 기타, 프로그래밍 : 김정배
  - 노래 : 김연정
  - 엔지니어 : 김민철
  - 녹음실 : K-Sound Studio
14. 항상 마지막처럼
  - 엔젤릭 레이어 여는 노래
  - 작곡, 편곡, 코러스, 프로그래밍 : 이창희
  - 작사 : 신동식
  - 노래 : 양정화
  - 기타 : 이종교
  - 엔지니어 : 권명기
  - 녹음실 : Groove Studio
15. 작은 소망
  - 오! 나의 여신님 닫는 노래 (Remake)
  - 작곡, 편곡, 프로그래밍 : 이창희
  - 작사 : 송재원
  - 노래 : 김현아
  - 기타 : 이종교
  - 베이스 : 윤종부
  - 엔지니어 : 하정수
  - 녹음실 : WSM Studio

### CD 2 - VCD
WE 2를 만든 사람들

## 앨범 제작 스탭진

### CD 1 제작
- 기획 : 김성수, 장진원
- 제작 프로듀서 : 신동식, 김이경
- 음악 프로듀서 : 이창희, 송봉조 (lake park), 박정식, 김정배, 조명민, http 404 errors
- 마스터링 엔지니어 : 하정수
- 앨범 디자인 : 이재현 of "have A nice day"
- 방송 홍보 : 박영수, 신길주, 이주창, 허은경
- 온라인 홍보 : 백승진, 허정선, 석종서, 이서호
- 지면 홍보 : 이영균, 최인희, 이영빈, 윤인호
- 마케팅 : 유효진, 이재송, 김동현
- 편성 : 한지수, 홍지애, 손유진
- 판권 : 김대창, 오지연
- 모니터링 도움 : 전문성

### CD 2 제작
- 6 mm 촬영 : 이우창, 신동식
- 종합편집 : 이지혜
- 사운드 디자인, 믹싱 : 이창휘
- 구성, 편집, 연출 : 신동식
- 제작 : 투니버스

## 앨범에 관하여
2001년 발매된 WE 1의 성공을 딛고 발매된 2집. 불편한 CD 케이스를 개선하는 등 WE 1집에서 아쉬웠던 점을 보완하였다.
WE2집 수록곡들은 발매 당시부터 앨범 수록을 전제로 제작되었기 때문에 전문 스튜디오에서 실력 있는 세션맨을 동원한 노래들이 다수 만들어졌다. 하지만, 'Dream~내일로의 시작'과 '소녀의 로망', '구원의 서'는 원본 마스터의 오류로 다른 곡들에 비해 음질이 떨어진다.
이번에도 역시 기존 TV 수록곡을 리메이크한 노래가 있었는데, 그 노래는 다음과 같다.
- Memory
- 작은 소망

한편, WE 1집 발매 이후 투니버스 내부에서 VCD를 제작하자는 움직임이 일었고, 이 덕분에 VCD도 함께 발매되었다.